# 橋本堅太郎
橋本 堅太郎（はしもと けんたろう、1930年7月23日 - 2021年1月31日）は、日本の彫刻家。位階は従四位。勲等は旭日中綬章。東京学芸大学名誉教授、日本芸術院会員、文化功労者。
宝仙学園短期大学助教授、東京学芸大学教育学部教授、社団法人日展理事長、社団法人日本彫刻会理事長などを歴任した。

## 来歴

### 生い立ち
1930年7月23日生まれ。東京出身。1953年、東京芸術大学彫刻科卒業（平櫛田中に師事）。

### 彫刻家として
1954年、日展初入選、1966年、日展特選。宝仙学園短期大学助教授などをへて、1973年、東京学芸大学助教授、1974年、日展審査員、1982年、教授、1990年、日展評議員、1992年、日展文部大臣賞、1994年、日本彫刻会監事、東京学芸大学を退官、名誉教授。「竹園生」にて1996年、日本芸術院賞受賞。日展理事・日本彫刻会理事、1996年、日本芸術院会員、1997年、日展常務理事、1998年、日本彫刻会常務理事、1999年、日展事務局長、2000年、日展理事長、日本彫刻会理事長。2009年、旭日中綬章受章。2011年、文化功労者。

### 死去
2021年1月31日、誤嚥性肺炎のため、東京都目黒区の病院で死去。90歳没。死没日をもって従四位に叙される。

## 作風
仏像、宗教的雰囲気の人物像などを彫る。

## 家族・親族
彫刻家橋本高昇の長男。